# دوقية ليمبورغ
دوقية ليمبورغ أو Limbourg كانت ولاية من الإمبراطورية الرومانية المقدسة. أراضيها الرئيسية بما في ذلك العاصمة ليمبورغ واليوم تقع ضمن محافظة بلجيكا من لياج (مقاطعة)، مع جزء صغير في المحافظة المجاورة ليمبورغ، في شرق فورين.